# Joy Adamson
Joy Adamson, de nom real Friedericke Victoria Gessner (Troppau, 20 de gener de 1910 - Reserva Nacional de Shaba, 3 de gener de 1980), va ser una naturalista austríaca coneguda pel llibre Born Free, en el qual narra les experiències que va viure per salvar una lleona anomenada Elsa.

## Biografia
Friedericke Victòria Gessner va néixer a Troppau, Silèsia (ara Opava, República Txeca) i es va educar a Viena. Allà va estudiar música, escultura i pintura, mostrant-se com una artista de talent. El seu objectiu era fer carrera com a concertista i després com a metgessa.
L'any 1939 el govern de Kenyia li va encarregar pintar i fotografiar les tribus africanes i la flora local, i es va traslladar a aquest país, que ja no abandonaria mai. Posteriorment, Joy va conèixer el seu segon marit, el botànic Peter Bally, amb qui es va casar el 1938 i qui li va donar el nom de Joy.
A principis dels anys quaranta va conèixer el seu tercer marit, George Adamson, mentre feia un safari a Kenya a la vora del llac Naivasha, i es van establir definitivament a Kenya. Allí, es va dedicar a estudiar i pintar animals de la selva i es va fer famosa en publicar el 1960 Born Free (Nascuda lliure). També va publicar altres obres sobre animals. La seva vida a la selva també es va portar al cinema. La novel·la va aconseguir popularitat gràcies a una sèrie televisiva del mateix títol i a l'adaptació cinematogràfica de 1966: Nascuda lliure. Joy Anderson va publicar altres obres sobre animals i la seva experiència de viure a la selva també es va portar al cinema.
El 1956, Georges Adamson va matar accidentalment una lleona i va portar a casa els seus tres cadells. Dos d'ells, els dos més grans, es van portar al zoològic de Rotterdam, i el tercer, una femella, es va quedar amb la parella. Li van posar Elsa i, un cop es va fer adulta, es va fer difícil de mantenir, de manera que la parella va decidir ensenyar-li a viure a la natura per caçar menjar i sobreviure sola. Malauradament, el gener de 1961 la lleona va morir de babesiosi, una malaltia de la sang causada per una picada de paparra.
El 3 de gener de 1980 el seu ajudant Peter Morsonel va descobrir el cadàver de Joy en un lloc allunyat. Morsonel va declarar que havia estat atacada i morta per un lleó i això és el que inicialment van divulgar els mitjans. Però la investigació policial va descobrir que les ferides eren massa agudes i no podien ser fetes per un lleó, de manera que va arribar a la conclusió que havia estat assassinada amb un estri punxegut. Pel que sembla l'assassí va fer servir un simi (espasa tradicional africana de dos talls). Després d'investigar els empleats, es va detenir Paul Wakwaro Ekai com a culpable i el van condemnar a cadena perpètua, tot i que es va salvar de la pena de mort per ser menor d'edat.

## Obra
Joy Adamson va pintar centenars de pintures de plantes i flors de Kènia. Tots aquests treballs es van exposar primer a Kenya i després de la Segona Guerra Mundial, el 1947, a la Royal Horticultural Society de Londres, que li va atorgar una medalla d'or Grenfell.
Les seves pintures de plantes de l'Àfrica oriental es van publicar en diversos llibres, com ara Gardening in East Efrica, Trees and Shrubs of the Uganda Protectorate, Trees and Shrubs of East Africa, Some Wild Flowers of Kenya, The Flora of the Belgian Congo i Kenya Trees, Shrubs and Lianas.